# Birthday (film)
Pour les articles homonymes, voir Birthday.
Pour plus de détails, voir Fiche technique et Distribution.
Birthday (hangeul : 생일 ; hanja : 生日 ; RR : Saengil ; litt. « Anniversaire ») est un film dramatique sud-coréen écrit et réalisé par Lee Jong-eon, sorti en 2019.
Il s'agit de l'histoire qui s'inspire pour trame de fond du naufrage du Sewol, ayant lieu le 16 avril 2014, qui a fait plus de 300 morts, dont en majorité des lycéens.
C'est la seconde fois que les acteurs Seol Kyeong-gu et Jeon Do-yeon jouent ensemble, 18 ans après I Wish I Had a Wife (en) (2001).

## Synopsis
Jeong-il (Seol Kyeong-gu) et Soon-nam (Jeon Do-yeon) sont des parents ordinaires essayant d'élever leurs enfants du mieux possible. Mais lorsque leur fils Su-ho (Yoon Chan-young) meurt dans le naufrage d'un navire, la famille commence à se briser. Alors que le quotidien se fait de plus en plus douloureux chaque jour, les autres familles endeuillées essayent de les consoler du mieux qu'elles le peuvent.

## Fiche technique
- Titre original : 생일
- Titre international : Birthday
- Réalisation et scénario : Lee Jong-eon
- Musique : Lee Jae-jin
- Photographie : Cho Yong-kyoo
- Montage : Shin Min-kyeong
- Production : Kim Soon-mo
- Sociétés de production : Nowfilm, Pinehouse Film et Redpeter Films
- Société de distribution : Next Entertainment World (Corée du Sud)
- Pays de production :  Corée du Sud
- Langue originale : coréen
- Format : couleur
- Genre : drame
- Durée : 120 minutes
- Date de sortie :
  - Corée du Sud : 3 avril 2019

## Distribution
- Seol Kyeong-gu : Jeong-il
- Jeon Do-yeon : Soon-nam
- Yoon Chan-young : Su-ho
- Kwon So-hyun

## Production
Le tournage a lieu entre le 10 avril et le 6 juillet 2018.

## Accueil
En 2019, le film arrive premier du box-office sud-coréen lors de sa deuxième semaine d'exploitation avec moins de 400 000 entrées, mais bénéficie cependant de l'absence de grosses concurrences, car la plupart des studios préfèrent ne pas sortir leurs principaux films juste avant la sortie d'Avengers: Endgame le 24 avril 2019 (le volet précédent, Avengers: Infinity War, avait totalisé plus de 11 millions d'entrées en 2018).